# Кожасбаев, Руслан Садвакасович
Руслан Садвакасович Кожасбаев (каз. Руслан Сәдуақасұлы Қожасбаев, род. 10 ноября 1976, Саркандский район) — казахстанский государственный деятель, член Комитета по экономической реформе и региональному развитию Мажилиса Парламента Республики Казахстан VIII созыва.

## Биография

### Образование
Завершил обучение в Алматинском государственном университете им. Абая, получил диплом по специальности «Юрист».

### Трудовая деятельность
Свою трудовую деятельность начал в 1996 году. До 1999 года работал в бизнес-структурах города Алматы.
С 1999 по 2004 годы проходил службу сотрудником органов финансовой полиции города Алматы и Восточно-Казахстанской области. В дальнейшем занимал различные руководящие должности, некоторый период времени являлся директором департаментов капитального строительства и инвестиционных проектов, работал в должности генерального менеджера в различных компаниях, в том числе вице-президентом АО «Парасат холдинг», председателем наблюдательного совета ТОО «Энерго-Инжиринг».
С 2018 по 2020 годы — руководитель ГУ «Управление предпринимательства и индустриально-инновационного развития Алматинской области».
С мая 2020 года по март 2023 года руководил правлением АО "Региональный институт развития "Социально-предпринимательская корпорация «Жетісу».

## Выборные должности
С 28 марта 2023 года является депутатом Мажилиса Парламента Республики Казахстан VIII созыва. Выдвинут партией «Аманат» по избирательному округу № 17 (Жетысуская область). В Парламенте работает в должности члена Комитета по экономической реформе и региональному развитию.